# Paus Simplicius
Simplicius (Tivoli, geboortedatum onbekend - sterfplaats onbekend, 10 maart 483) was de 47e paus van de Rooms-Katholieke Kerk. Hij werd geboren in Tivoli als de zoon van Castinus. Over zijn leven valt veel te vinden in de Liber Pontificalis.
Tijdens het pontificaat van Simplicius werd Rome veroverd door verschillende Germaanse stammen. Odoaker werd tot koning van Rome uitgeroepen, maar liet de macht van de paus onveranderd. Tevens verzette Simplicius zich tegen de monofysieten en verdedigde hij de besluiten van het concilie van Chalcedon.
Simplicius is een heilige. Zijn feestdag is 10 maart.
Cursief: tegenpaus